# جائزة غرامي لتسجيل العام
جائزة غرامي لتسجيل العام (Grammy award for record of the year) هي جائزة تقدم سنويا ضمن حفل توزيع جوائز الغرامي و تقدمها الأكاديمية الوطنية لتسجيل الفنون والعلوم لأفضل إنتاج موسيقى طوال العام على شكل ألبوم.